# Język wschodniofryzyjski
Język wschodniofryzyjski − język używany obecnie przez mieszkańców gminy Saterland w powiecie Cloppenburg w Niemczech, dawniej na terenie całej Fryzji Wschodniej. Niekiedy w mowie potocznej błędnie jako język wschodniofryzyjski jest określany dialekt północnoniemiecki, który wyparł język we Fryzji Wschodniej i posiada wyraźne wpływy w słownictwie i wymowie fryzyjskiego substratu językowego. Z tej przyczyny dla odróżnienia obu języków używa się alternatywnych określeń język saterfryzyjski, saterlandzki.

## Historia
Języki fryzyjskie wyodrębniły się z gwar zachodniogermańskich używanych u wybrzeży Morza Północnego we wczesnym średniowieczu. W kolejnych wiekach obserwuje się migracje ludności i rozpowszechnienie się języka starofryzyjskiego w regionie od dzisiejszych okolic Alkmaaru w Holandii po Wyspy Północnofryzyjskie na pograniczu duńsko-niemieckim, w tym na tereny Saterlandu (prawdopodobnie między 1100 a 1400). Piśmiennictwo starofryzyjskie rozwinęło się w XIII stuleciu, jednak w XV i XVI wieku zostało stopniowo zastąpione przez holenderski i niemiecki. W kolejnych stuleciach wschodniofryzyjski został ograniczony do mowy niepiśmiennej wsi i stopniowo zastępowany przez dialekty niderlandzkie i dolnoniemieckie. Wyjątkiem były geograficznie odizolowane tereny Saterlandu i Wangerooge. W XIX wieku wraz z osuszaniem torfowisk, wybudowaniem dróg i kolei Saterland przestał być monojęzyczną enklawą. Wraz z końcem II wojny światowej w gminie osiadło wielu uchodźców ze wschodu, w efekcie czego ludność fryzyjskojęzyczna stała się mniejszością, a przetrwanie tej mowy stanęło pod znakiem zapytania. Po śmierci ostatniej osoby władającej dialektem z Wangerooge w 1950 r., dialekt saterlandzki jest ostatnim jaki przetrwał do naszych czasów. Wówczas podjęto pierwsze działania mające na celu uratowanie języka przed wymarciem.

### Stan obecny
W 1991 roku wpisano Saterland do Księgi Rekordów Guinnessa jako „najmniejszą wyspę językową Europy”. Według badań z roku 2000 wynika, iż włada nim w różnym stopniu 2250 osób. Jest to jeden z pięciu rozpoznanych w prawodawstwie języków mniejszościowych Niemiec. Badania z 1998 wskazują, że 27% mieszkańców gminy powyżej 14 roku życia (nie wliczając obcokrajowców) umie mówić, a 48,6% rozumie saterlandzki.
Instytucją odpowiedzialną za działania wspierające przetrwanie języka jest Seelter Bund z siedzibą w Skäddel/Scharrel. Obecnie gmina Saterland dokłada wielu starań o zachowanie tego języka, m.in. prowadzone są dodatkowe zajęcia w szkołach, wspierane są stowarzyszenia kultywujące ten język, zaś w miejscowościach istnieją podwójne napisy nazw miejscowości w języku niemieckim i saterfryzyjskim, a strona internetowa gminy jest dwujęzyczna. Gmina jest obecna także w instytucjach zrzeszających narody fryzyjskie.

## Przykładowe różnice
Z wikipedii fryzyjskiej
- Język wschodniofryzyjski:  Die Wänt strookede dät Wucht uum ju Keeuwe un oapede hier ap do Sooken.
- język północnofryzyjski (Mooringer): Di dreng aide dåt foomen am dåt kan än mäket har aw da siike.
- język fryzyjski: De jonge streake it famke om it kin en tute har op 'e wangen.
- język dolnoniemiecki: De Jung straktde dat Wicht üm't Kinn to un tuutjede hör up de Wangen.
- język starogroningski (Âldgrinslânsk): Der Jung strookde daet Wicht umme tsiin to unde tuude ier up Zeuken
- język groningski t Jong fleerde t wicht om kinne tou en smokte heur op wangen
- nid.  De jongen aaide het meisje om de kin en kuste haar op de wangen.
- niem.  Der Junge streichelte das Mädchen ums Kinn und küsste sie auf den Wangen.
- ang.  The boy caressed the girl round the chin and kissed her on the cheeks.